# Watson Davis
Watson Davis (1896–1967) foi o fundador do American Documentation Institute (ADI), o precursor da Association for Information Science and Technology, e pioneiro no campo da Biblioteconomia e Ciência da Informação.
Ele foi editor da Science News Letter, a publicação do Science Service, uma organização estabelecida pela Associação Americana para o Avanço da Ciência, a Academia Nacional de Ciências e o Conselho Nacional de Pesquisa em 1920. Seu interesse de longa data em atrair jovens para a ciência foi observado, entre outros, pelo presidente Lyndon B. Johnson; O presidente Johnson disse em 1966 que Watson "despertou as mentes e direcionou as energias de milhões de jovens americanos para as conquistas em pesquisa e tecnologia que são cada vez mais vitais para o progresso humano". Ele fundou, na qualidade de Diretor do Serviço Científico, o Science Clubs of America, alcançando em certo ponto cerca de um milhão de crianças em idade escolar nos Estados Unidos; ele também foi um dos criadores da Westinghouse Science Talent Search e da International Science Fair.
O ganhador do Prêmio Nobel e presidente da Comissão de Energia Atômica, Glenn T. Seaborg elogiou Watson em 1967, afirmando que "Watson Davis fez mais pela popularização da ciência e pela compreensão da ciência pelo público em geral do que qualquer outro indivíduo ."
Em agosto de 1937, Watson presidiu a delegação americana ao Congresso Mundial de Documentação Universal, realizado em Paris. Nesse evento, Watson elogiou o microfilme como um poderoso meio de intercâmbio de informações: "[O microfilme] complementará outras formas de publicação e tornará acessível material de todos os tipos que não podem ser impressos por fatores econômicos.. Irá tornar acessíveis livros esgotados e livros raros. Adapta-se à publicação de fotografias e outras ilustrações.... Desta forma, o documento está perpetuamente 'impresso', mas não é necessário armazenar estoques extensos e que consomem espaço, apenas o próprio documento e o microfilme negativo do qual os positivos são feitos para distribuição." Ele também propôs nesta conferência que os jornais fossem arquivados em microfilme, em vez de serem armazenados como cópias físicas.